# Nemanja Mićević
Nemanja Mićević (in serbo Немања Мићевић?; Užice, 28 gennaio 1999) è un calciatore serbo, difensore svincolato.

## Caratteristiche tecniche
È un difensore centrale.

## Carriera

### Club
Cresciuto nel settore giovanile dell'OFK Belgrado, nel 2017 è stato ceduto in prestito al Mladost Lučani, trasferimento diventato definitivo l'anno seguente. Ha debuttato in prima squadra il 26 settembre 2018 in occasione dell'incontro di Coppa di Serbia perso 2-0 contro lo Spartak Subotica.

### Nazionale
Ha giocato nella nazionale serba Under-21.
Nel 2021 ha giocato una partita con la nazionale maggiore.

## Statistiche
Statistiche aggiornate al 29 settembre 2020.

### Presenze e reti nei club
| Stagione        | Squadra         | Campionato      | Campionato | Campionato | Coppe nazionali | Coppe nazionali | Coppe nazionali | Coppe continentali | Coppe continentali | Coppe continentali | Altre coppe | Altre coppe | Altre coppe | Totale | Totale | Totale |
| Stagione        | Squadra         | Comp            | Pres       | Reti       | Comp            | Pres            | Reti            | Comp               | Pres               | Reti               | Comp        | Pres        | Reti        | Pres   | Reti   |        |
| --------------- | --------------- | --------------- | ---------- | ---------- | --------------- | --------------- | --------------- | ------------------ | ------------------ | ------------------ | ----------- | ----------- | ----------- | ------ | ------ | ------ |
| 2018-2019       | Mladost Lučani  | SL              | 1          | 0          | CS              | 1               | 0               |                    | -                  | -                  |             | -           | -           | 2      | 0      |        |
| 2019-2020       | Mladost Lučani  | SL              | 14         | 0          | CS              | 3               | 0               |                    | -                  | -                  |             | -           | -           | 17     | 0      |        |
| 2019-2020       | Mladost Lučani  | SL              | 10         | 1          | CS              | 1               | 0               |                    | -                  | -                  |             | -           | -           | 11     | 1      |        |
| Totale carriera | Totale carriera | Totale carriera | 25         | 1          |                 | 5               | 0               |                    | -                  | -                  |             | -           | -           | 30     | 1      |        |